# Alastair McCorquodale
Alastair McCorquodale (Hillhead, Glasgow, 5 de dezembro de 1925 – Grantham, 27 de fevereiro de 2009) foi um atleta e jogador de críquete escocês.
Educado em Harrow School, McCorquodale representou o Reino Unido nos Jogos Olímpicos de 1948, em Londres. Ele não recebeu uma medalha de bronze na final de 100m, por causa do acabamento da fotografia, mas conquistou uma medalha de prata no turno 4x100m. Desde então, nunca mais correu.
Alastair representou os clubes de críquete de Free Foresters e de Marylebone em 1948 e o de Middlesex em três partidas em 1951.
Casou-se com Rosemary Turnour, filha do major Herbert Broke Turnor e de Lady Enid Fane (filha do 13° Conde de Westmorland). Eles tiveram dois filhos: Sally (casada com Geoffrey van Cutsem em 1969) e Neil McCorquodale (casado com Lady Sarah Spencer em 1980).